# Ceferino Giménez Malla
Ceferino Giménez Malla (também conhecido como El Pelé, "o Forte" ou "O Valente"; 26 de agosto de 1861 - 9 de agosto de 1936) foi um romani espanhol, catequista católico romano e ativista pelas causas romani espanholas, considerado o santo padroeiro do povo Romani no catolicismo romano. Vítima das milícias republicanas espanholas durante a Guerra Civil, Ceferino Giménez Malla foi beatificado em 4 de maio de 1997.

## Biografia
Giménez Malla é filho de Juan Jiménez e Josefa Malla, uma família católica romani, em Benavent de Segriá, Lleida ou em Alcolea de Cinca, Espanha. As fontes diferem quanto a se o ano foi 1861 ou 1865. Ele foi batizado em Fraga, província de Huesca. Seu pai era comerciante de gado. A família costumava passar o inverno em fazendas em lugares que os fazendeiros reservavam para eles, ou então alugavam uma cabana por alguns meses. Ceferino costumava passar fome. Acompanhando seu pai, ele tornou-se familiarizado em catalão e também em romani. Por volta de 1880 seu pai abandonou a família e eles foram para Barbastro, onde seu tio ensinou Ceferino a tecer cestos de vime. Por volta dos vinte anos, ele se casou com Teresa Jiménez Castro de acordo com uma cerimônia tradicional dos Roma. Eles foram casados e felizes por quarenta anos. Eles não tinham filhos, mas cuidavam de seus irmãos e irmãs mais novos. Por volta de 1909, eles adotaram a sobrinha órfã de Teresa, Pepita. Em 1912, Giménez Malla e sua esposa Teresa solenizaram seu casamento em uma cerimônia católica e compraram uma casa na cidade de Barbastro, em Huescan. Teresa morreu em 1922.
Conhecido por sua honestidade, Ceferino tornou-se uma espécie de líder na comunidade cigana de Barbastro e arredores. As pessoas o procurariam em busca de conselhos e para mediar brigas familiares. Ele também resolveu disputas entre Romani e espanhóis.
Um dia, um proprietário de terras local, com tuberculose, desmaiou na rua. Indiferente ao perigo de contágio, Malla colocou o homem nos ombros e carregou-o para casa. A grata família o recompensou com uma quantia suficiente para começar um negócio de compra e venda de mulas excedentes de que o exército francês não mais precisava após a Primeira Guerra Mundial. Ferramentas com as quais ele limpava ferraduras para mulas e burros foram doadas pelos filho do amigo de Ceferino, Ferruchón, para o Museu dos Mártires de Barbastro. Ceferino era tão generoso com os pobres e necessitados quanto era bem-sucedido. Diz-se que muitas vezes emprestava dinheiro aos ciganos pobres e também permitia que retirassem dos estábulos os animais de que mais gostavam. Eles poderiam pagar suas dívidas quando os vendessem ou no final de seu trabalho sazonal quando tivessem condições financeiras para fazê-lo. De acordo com a tradição Romani, ele também costumava alimentar crianças pobres.
Giménez Malla é descrito como um homem agradável, bem-humorado, alto e magro, cuidadosamente vestido e de aparência distinta. Embora analfabeto, após a morte de sua esposa, Giménez Malla iniciou uma carreira como catequista sob a orientação de um padre-professor, Dom Nicolau Santos de Otto, ensinando crianças romani e espanholas.  Ele tinha o dom de catequizar crianças, contando-lhes histórias. Tornou-se membro da Ordem Terceira Franciscana, da Sociedade de São Vicente de Paulo e participou da Adoração Eucarística na quinta-feira à noite.
Em julho de 1936, durante a Guerra Civil Espanhola, Giménez Malla tentou defender um padre católico de milicianos republicanos. Ambos foram presos e encarcerados em um antigo mosteiro capuchinho, convertido em uma prisão de guerra. Um conhecido o avisou que provavelmente seria solto se desistisse de seu rosário, mas ele recusou. Uma lenda Romani conta que os soldados perguntaram-lhe se tinha armas e que ele respondeu: "Sim, e aqui está", enquanto exibia o seu rosário. Em 9 de agosto, Giménez Malla e outros foram levados de caminhão a um cemitério e fuzilados. Ele teria morrido segurando o rosário nas mãos e gritando: "Viva Cristo Rei !". Ele foi enterrado em uma vala comum; seu corpo nunca foi encontrado.

## Veneração
Em 4 de maio de 1997 Ceferino Giménez Malla foi beatificado pelo Papa João Paulo II que disse que Malla "soube semear harmonia e solidariedade entre os seus, também mediando conflitos que às vezes turvam a relação entre não-ciganos e ciganos, mostrando o amor de Cristo sabe sem fronteiras de raça ou cultura."
Aproximadamente 3.000 Romanis participaram da cerimônia de beatificação em Roma, alguns viajando de lugares distantes como a Eslováquia e o Brasil. Ele é o primeiro cigano beatificado.